# مقاطعة الأندلس الجديدة (1501–1513)
مقاطعة نيوفا أندلوسيا (الأندلس الجديدة) (بالإسبانية: Gobernación de Nueva Andalucía) كانت كيانًا استعماريًا إسبانيًا في فنزويلا الحالية من 1501 إلى 1513.

## التاريخ
في العام 1501، استعمر ألونسو دي أوخيدا بر فنزويلا الحالية الرئيسي واستلم محافظة نيو أندلوسيا (كوكيفاكوا)، بين كابو دي لا فيلا وجزيرة مارغريتا. شوهدت هذه المنطقة في الأصل من قبل كريستوفر كولومبوس.
في 3 مايو 1502 أسس أوخيدا بلدة سانتا كروز في شبه جزيرة غواخيرا وهي أول مستعمرة إسبانية في مقاطعة تييرا فيرمي المستقبلية. جرى التخلي عن المستوطنات في وقت لاحق لإستكشافات جديدة.
في العام 1509 مُنحت السلطة لألونسو دي أوخيدا لإستعمار الأراضي الواقعة بين كابو دي لا فيلا وخليج أورابا كجزء من محافظة نيو أنديلسيا.
توحدت محافظة محافظة الأندلس الجديدة في مايو من العام 1513 مع محافظة كاستيلا دي أورو.